# ویندام هتلز اند ریزورتس
ویندام هتلز اند ریزورتس (انگلیسی: Wyndham Hotels & Resorts) شرکت هتل‌داری آمریکایی است، که در سال ۱۹۸۱ توسط ترامل کرو تأسیس شد.